# NT 노벨
NT 노벨(NT Novel)은 대원씨아이의 라이트 노벨 브랜드 중 하나로, 대원씨아이가 일본의 출판사들(가도카와 쇼텐, 미디어 웍스, 미디어 팩토리, 엔터 브레인)로부터 정식 수입하여 발매하는 애니메이션 월간지 《뉴타입》(NewType)의 이름을 따왔다. 일괄 발매일은 매월 15일.
1997년 대한민국에서 대원씨아이에 의해서 판타지 노벨이라는 이름으로 창간되었다가 2002년에 NT 노벨(NT Novel)로 개명되었다. 최초로 일본의 라이트 노벨들을 출판하였고, 당시 가격이 오르는 판타지 소설에 반해 저렴한 4500원으로 문고판 책을 내놓았다. 초기에는 주로 전격 문고의 대표작들을 내놓았으며 이후 다양한 일본의 라이트 노벨 브랜드의 소설들을 내놓고 있으며 국내의 라이트 노벨 브랜드 중 가장 많은 소설을 내놓았다. 이와 같은 초기 독점 상황 때문에 현재 대한민국에서 라이트 노벨을 지칭할 때 'NT 노벨', 'NT 소설'등의 용어를 사용하기도 한다.

## 작품 목록
NT 노벨에서 번역·발행한 라이트 노벨의 목록은 자음 기준에 내림차순으로 정리되어 있다.

### 발행중
- ○×△베이스 (1권)
- 1학년 10반의 분투 1권 (1~3권)
- 5656! Knights’ Strange Night (1권)
- 7인의 무기상 (1~9권)
- 7초 후의 사카타 씨와 나 (1~4권)
- 9S (1~11권, 외전 2권)
- A군(17)의 전쟁 (1~9권)
- B.A.D. (Beyond Another Darkness) (1~12권)
  - B.A.D. (Beyond Another Darkness) 초콜릿 데이즈 (1~2권)
- RAIL WARS! (1~10권)
- Robotics;Notes (1권)
- R.O.D(Read or Die) (1~11권)
- T와 팬티와 좋은 이야기 (1~9권)
- Pandora Hearts(판도라 하츠) ~ Caucus race ~ (1~2권)
- VRMMO를 돈의 힘으로 무쌍하기 (1~2권)
- 개와 가위는 쓰기 나름 (1~10권)
  - 개와 가위는 쓰기나름 Dog Ears (1~4권)
- 거짓의 드라군 (1~5권)
- 견습 신관 레벨 1 (1권)
- 광란가족일기 (1~15권, 외전 9권)
- 광인의 마왕과 월영의 소녀군사 (1권)
- 광저의 엘피스 (1권)
- 구세주의 명제 (1권)
- 군대 오타쿠가 마법세계에 환생하여 현대병기로 군대 하렘을 만들어버렸습니다!? (1~4권)
- 군사 카르디아 (1~5권)
- 궁술과 (1~3권)
- 기간한정 여동생 (1~2권)
- 기교소녀는 상처받지 않아 (1~16권)
- 그녀의 플래그가 꺾이면 (1~10권)
- 그러나 죄인은 용과 춤춘다 (1~10권)
- 그림자 집사 마르크 시리즈 (1~12권)
- 그와 식인귀의 일상 (1~4권)
- '나나코'의 시나리오 (1~2권)
- 나나하라 나나세의 소셜 게임 강좌 (1권)
- 나는 너희만큼 시각표를 잘 넘기지 못해 (1~2권)
- 나의 귀여운 국가 영애 (1~2권)
- 나의 그녀는 사육주(마리아)님 여동생은 주인님 (1~2권)
- 나와 그녀가 하인이고 노예인 주종계약 (1~4권)
- 나와 그녀의 모에하라 펜 (1~4권)
- 나와 그녀의 절대영역 (1~7권)
- 나의 러브코미디 히로인은 팬티를 입지 못한다 (1~3권)
- 날지 못하는 나비와 하늘의 범고래 (1~3권)
  - 날지 못하는 나비와 하늘의 범고래 ∼푸른 저편에서 하늘 끝까지∼ (1~3권)
- 내가 소녀가 되어 독차지 (1~2권)
- 내가 아가씨의 펫이된 이유 (1권)
- 내 욕망은 못말려 (1~2권)
- 내일 나는 죽고 너는 되살아난다 (1권)
- 널 오타쿠로 만들어줄 테니까, 날 리얼충으로 만들어줘! (1~15권)
  - 널 오타쿠로 만들어줄 테니까, 날 리얼충으로 만들어줘! 아즈키 엔드
- 네코시스 (1권)
- 넥스트 라이프 (1~6권)
- 놀러갈게 (1~19권)
- 누라리횬의 손자 (1~2권)
- 다중인격탐정 사이코 (1~3권)
- 더블 롤! (1~2권)
- 대디페이스 (1~7권)
- 대전설의 용자의 전설 (1~7권)
- 데타마카 (1부 전3권, 2부 1~5권)
- 돼지는 날아도 그저 돼지일뿐? (1~3권)
- 도쿄 레이븐스 (1~15권)
  - 도쿄 레이븐스 EX (1~4권)
- 동쪽 땅 끝 (1~2권)
- 듀라라라!!  (1~13권)
  - 듀라라라!!sh 1~4권
  - 듀라라라 외전!?
- 라노베의 프로 (1~2권)
- 라이벌 온리원 (1~5권)
- 레진 캐스트 밀크 (1~8권, 외전 2권)
- 레터스 배니싱 (1권)
- 레트로 게임 마스터 시부사와 (1~3권)
- 렌즈와 악마 (1~12권)
- 로그 호라이즌 (1~11권)
- 루갈기감 (상하권)
- 류가죠 나나나의 매장금 (1~9권)
- 리갈 판타지 (1권)
- 마가리야 씨의 공기 남자친구 (1~3권)
- 마검전기 (1~3권)
- 마르두쿠 벨로시티 (1권)
- 마법검사의 엑스트라 (1~2권)
- 마법사라면 미소를 먹어라! (1~4권)
- 마법소녀☆임시면허 (2권)
- 마법소녀는 마보다도 음흉하고 제멋대로 꿈을 꾼다 (1~2권)
- 마부라호 (1~32권)
- 마사무네의 리벤지 (1권)
- 마션 워스쿨 (1권)
- 마술사들의 언상유희 (1~2권)
- 마오유우 마왕 용사 (1~5권, 외전1권)
- 마왕군의 군사 시작했습니다 (1~3권)
- 마왕이 집세를 내지 않아 (1~4권)
- 마장학원 HXH (1~6권)
- 마지막 저녁식사 (1~2권)
- 마탄의 왕과 미체리아 (1권)
- 만능 퇴마사의 변제 계획 (1~3권)
- 망각의 군신과 브륀힐트 (1~3권)
- 매지컬†데스게임 (1~2권)
- 메르헨 메드헨 (1~4권)
- 메이데어 마왕 환생기 (1~2권)
- 멕과 셀론 (1~7권)
- 명옥의 알메인 (1~3권)
- 명칭 미설정 (1~2권)
- 모든 사람이 두려워하는 그 반장이 내 전속 메이드가 되는 것 같습니다 (1~2권)
- 모 여학생회의 부적절한 일상 (1~3권)
- [[미답소환://블러드[깨진 링크(과거 내용 찾기)] 사인]] (1~2권)
- 미스 파브르의 벌레의 황원 (1~4권)
- 바간트 반영웅집 (1~5권)
- 바로크 나이트 (1~4권)
- 바보가 전라로 온다 (1권)
- 바카노! (1~21권)
- 바케테로 (1~2권)
- 바티칸 기적 조사관 (1~7권)
- 방과후엔 무적입니다만, 문제 있나요? (1~4권)
- 방황하는 신희의 검사도 (1권)
- 배신 소녀 (1~2권)
- 백억의 마녀 이야기 (1~4권, 외전 1권)
- 뱀프! (1~5권)
- 뱅퀴시 오버로드 (1권)
- 베티 더 키드 (상,하권)
- 부기팝 시리즈 (1~18권)
- 블랙 블러드 브라더스 (1~11권)
  - 블랙 블러드 블라더스S (1~6권)
- 블러드+ (1~4권)
  - 블러드+ 러시안로즈 (1~2권)
- 블러드 링크 (1~6권, 외전 2권)
- 블루 크로니클 (1권)
- 비검의 베리언트 (1~2권)
- 비공인 마법소녀 전선 (1권)
- 삐걱거리는 낙원의 그림리퍼 (1권)
- 사무라이 블러드 (1~2권)
- 사백이십 연패 걸 (1~4권)
- 사신공략자의 전기교도 부대결성편 (1권)
- 사신에게 길러진 소녀는 칠흑의 검을 가슴에 품는다 (1~2권)
- 사신의 발라드. (1~12권)
  - 사신의 발라드 언노운 스타즈 (1~3권)
  - 사신의 발라드. 리버스.
- 사신 쿄우 (1~6권)
- 사쿠라다 리셋 (1~7권)
- 살육의 매트릭스 에지 (1권)
- 새여동생 마왕의 계약자 (1~12권)
- 새장관의 오늘도 졸린 주민들 (1~6권)
- 서비스&버틀러 (1~3권)
- 섬열의 헤카튼케일 (1권)
- 섬홍의 기교미신 (1~2권)
- 성검과 마룡의 세계 (1~3권)
- 성계의 단장 (1~3권)
- 성단죄 도로시 (1~2권)
- 세계의 중심, 하리야마 씨 (1~3권)
- 섹슈얼 헌터 라이오트 (1~5권)
- 수상한 게임 만드는 법 (1권)
- 숨은 마왕의 패도서계 (1권)
- 슈타인즈 게이트 (1~5권)
  - 슈타인즈 게이트 원환연쇄의 우로보로스 (1~2권)
  - 슈타인즈 게이트 비익연리의 언달링 (1~3권)
  - 슈타인즈 게이트 변이공간의 옥텟 (1~2권)
  - 슈타인즈 게이트 애심마도의 비행 (1권)
  - 슈타인즈 게이트 부하영역의 데자뷔 (상,하)
- 성검과 사도의 반역자 (1권)
- 성계의 단장 (1~2권)
- 쇠퇴한 신을 향한 판타지아 (1~2권)
- 순행의 반여신 (1권)
- 스쿨 라이브 온라인 (1권)
- 스트레인지 문 (1권)
- 슬레이어즈 신장판 (1~4권)
- 전기 시리즈
  - 성계의 전기 (1~5권)
- 소금의 거리
- 스시부 (1~2권)
- 스즈미야 하루히 시리즈 (1~11권)
  - 스즈미야 하루히의 관측 OFFICIAL FANBOOK
- 스즈밍은 육식계 화룡 (1~3권)
- 스크랩드 프린세스 (1~13권)
- 스크류맨& 페어리 롤리팝스 (1~2권)
- 스트레이트 재킷 (1~11권, 외전 SS)
- 시간을 건너간 붉은 여신 기사단 (1~2권)
- 시노 (1~10권)
- 신성한 늑대와 보이지 않는 손 (1권)
- 신식의 엑스마키나 (1권)
- 신의 게임 (1~8권)
- 심공관 레트로액터 (1권)
- 십육야 성역 (1권)
- 아리스트 크라이시 (1~2권)
- 아이머니! (1권)
- 아케치 소년의 억지추리 (1~3권)
- 악마의 파트너 (1~13권)
  - 악마의 파트너 666 (1~6권)
- 애니송의 신 (1~2권)
- 앱솔루트 듀오 (1~11권)
- 야쿠시지 료코의 괴기 사건부 (1~6권)
- 야한 이야기라는 개념이 존재하지 않는 지루한 세계 (1~9권)
- 양자마술의 완권마도 (1권)
- 어느 좀비소녀의 재난 (1~2권)
- 어느 좀비소녀의 입학 (1권)
- 어떤 마술의 금서목록 (1~22권)
  - 어떤 마술의 금서목록SS (1~2권)
  - 어떤 마술의 금서목록의 모든 것
  - 신약 어떤 마술의 금서목록 (1~18권)
  - 어떤 마술의 금서목록 SP (단권)
- 어느 좀비소녀의 입학 (2권)
- 어린 양은 길을 잃지 않아 (1~5권)
- 언로커 키리에와 봉함사 (1~3권)
- 에이코와 토오루와 부활동의 시간. (1권)
- 엔젤 하울링 (1~10권)
- 여동생 당번 (1~3권)
- 여섯 명의 이브와 신을 죽인 사도 (1~2권)
- 여자애에게 환상을 품어선 안 돼! (1권)
- 여자친구로 삼으려고 학생회장을 꼭 닯은 여자를 연성했다가 내가 하인이 됐습니다 (1~2권)
- 연애 패배자인 내게 야한 메이드가 왔습니다 (1권)
- 연옥공주 (1~6권)
- 오늘부터 겸임 사천왕! (1권)
- 오버 이미지 (1~4권)
- 오타쿠장의 썩어 빠진 아가씨들  (1~2권)
- 왕자 강림 (1권)
- 요괴 마니악스! (1~5권)
- 용사가 되지 못한 나는 마지못해 취직을 결심했습니다 (1~9권)
- 용사 린의 전설 (1~3권)
- 용병단의 취사반 (1~2권)
- 우는 우주가 위험해의 우! (1권)
- 우등생 이상, 불량 미만인 우리들 (1~7권)
- 우리 반의 믿음직스럽지 않은 최종보스 (1~2권)
- 우리 학교 암살부 (1~2권)
- 운율이 만드는 소환마법 (1권)
- 원환소녀 (1~13권)
- 월화의 가희와 마기술의 왕 (1~4권)
- 위저드 & 워리어 위드 머니 (1권)
- 윤환의 마도사 (1~10권)
- 은의 십자가와 드라큐리아 (1~5권)
- 은탄의 건소디아 (1~2권)
- 음양의 도시 (1~6권)
  - 음양의 도시 월풍담 (1~2권)
- 이세계 마왕과 소환 소녀의 노예 마술 (1~7권)
- 이세계 약국 (1~2권)
- 이즈모장은 언제나 10월 (1권)
- 인기 라이트노벨 작가인 남고생이 연하의 클래스메이트이자 성우인 여자아이에게 목을 졸리고 있다 (1~3권)
- 인기없는 자의 저주로 내 여자친구가 곤란에 처해있다 (1권)
- 인텔리빌리지의 좌부동 (1~5권)
- 인형세계의 에트랑제 (1~6권)
- 잇큐 텐사이의 지극히 본의 아닌 명추리 (1권)
- 자, 이세계를 공략해볼까(1권)
- 작은 악마들이 내 방을 아지트로 삼고 있다 (1권)
- 잘못된 영웅의 이세계 소환 (1권)
- 장미의 마리아 (1~21권, Ver.0~5)
- 재생의 패러다임 시프트 (1~3권)
- 재와 환상의 그림갈 (1~14권)
  - 14+
  - 14++
- 저, 트윈테일이 됩니다 (1~9권)
- 저널리즘 연구회의 우울한 사건부 (1권)
- 저주 브레이커 시이코 (1권)
- 저주 (1권)
- 전설의 용자의 전설 (1~2권)
- 전쟁여신 이게결전 (1권)
- 전투요정 유키카제 (1~3권)
- 절대복종 그녀 (1~3권)
- 정의의 사도의 편의 편 (1~3권)
- 제로에서 시작하는 마법의 서 (1~10권)
- 조디악 위치스 (1권)
- 종말에 뭐하세요? 바쁘세요? 구해 주실 수 있나요? (1~7권)
  - 종말에 뭐하세요? 바쁘세요? 구해 주실 수 있나요? EX (단권)
- 종말에 뭐 하세요? 다시 한 번 만날 수 있나요? (1~6권)
- 죠가사키 나오와 전격문고 작가가 되기 위한 10가지 방법 (1권)
- 천사들의 과외활동 (1~3권)
- 청과 흑의 경계선 (1권)
- 최강 성기사의 치트키 없는 현대 생활 (1권)
- 총희 (1~11권)
- 취성의 가르간티아 (1~3권)
- 치트 라이프 (1권)
- 카나에의 별 (1~2권)
- 카쿠리요의 짧은 노래 (1권)
- 캅 크래프트 (1~3권)
- 컬라이더메이즈 (1~4권)
- 코드 기어스 : 반역의 를르슈(1~6권)
- 코피 점장은 안되나요? (1~2권)
- 쿠스노키 토쥬로의 재난으로 가득 찬 일상 (1권)
- 크래시 블레이즈 (1~16권)
- 클랜 (1~12권)
- 키노의 여행 (1~20권)
  - 학원 키노 (1~5권, 키노의 여행의 패러디 작품)
- 키리 (1~9권)
- 타락한 기사가 던전을 시작했습니다 (1권)
- 타자리아 왕국 이야기 (1~6권)
- 토네리코의 왕 (1~2권)
- 퇴마학원의 배교자 (1권)
- 투르크의 해적 (1~3권)
- 트릭스터스 (1~6권)
- 트집 잡을 수 없는 러브 코미디 (1~7권)
- 파라다이스 레지던스 (1~2권)
- 팡 오브 언더독 (1~3권)
- 푸른 봄의 모든것 (1~2권)
- 푸이푸이! (1~11권)
- 풀메탈패닉 어나더 (1~10권)
- 풍수학원 엑스트라 (1~10권)
- 프리프리!! (1~3권)
- 하늘 모르는 무지개의 해방구 (1~2권)
- 하늘색 팬더믹 (1~4권,외전 1권)
- 하늘의 종이 울리는 별에서 (1~12권,외전1 권)
- 하얀 패왕의 서번트 (1~2권)
- 하양 황왕공주와 이능 마도소대 (1권)
- 하이큐!! (1~9권)
- 하이퍼 하이브리드 오거니제이션 (본편1~6권, 외전1~3권)
- 하트 커넥트 (1~11권)
- 헤비 오브젝트 (1~8권)
- 화계왕검의 신멸자 (1~4권)
- 황혼색의 명영사 (1~10권)
- 홍염의 크로스마기아 (1권)
- 흑강의 마문수복사 (1~8권)
- 흑쇄희 플로리카 (1권)
- 흑의 소환사 (1~2권)
- 히키코모리 판데모니엄 (1권)

### 완결
- Fate/Labyrinth (단권)
- Fate/Prototype 창은의 프래그먼츠 (1~5권)
- Lady!? Steady,GO!! (단권)
- 12월의 베로니카 (단권)
- 2차원의 요새를 지키려면~ (단권)
- TV에서는 방송할 수 없는 연예계의 무서운 이야기 더 베스트 (단권)
- 가루구루 (상하권)
- 간단한 모니터링입니다 (단권)
- 간단한 앙케트입니다 (단권)
- 강각의 레기오스 (1~25권)
- 고식-Gosick- (1~9권)
  - 고식-Gosick-S (1~4권)
  - 고식 RED (단권)
  - 고식 BLUE
- 고양이의 지구의 (1~2권)
- 골드러시 오브 더 데드 (단권)
- 관희 챠이카 (1~12권)
- 구름의 저편, 약속의 장소 (상하권)
  - 개정판 단권
- 나나카,시간여행! (단권)
- 나와 그녀의 사랑을 초능력이 방해하고 있다 (단권)
- 나와 그녀의 청춘논쟁 (단권)
- 나와 남자와 사춘기 망상의 그녀들 (1~4권)
- 나의 교실에 하루히는 없다 (1~4권)
- 나의 소규모 기적 (단권)
- 나의 소규모 자살 (단권)
- 나의 학교 생활은 이제 막 시작되었다 (단권)
- 나이트워치 시리즈 (1~3권)
- 낮잠공주 ~모르는 나의 이야기~ (단권)
- 내가 아가씨 학교에 '서민샘플'로 납치당한 사건 (1~11권, 외전 1권)
- 내 여동생이 이렇게 귀여울 리가 없어 (1~12권)
- 너의 이름은. (단권)
- 너의 이름은. another side earthbound (단권)
- 눈사마귀
- 늑대아이 아메와 유키 (단권)
- 달과 불꽃의 전기 (단권)
  - 달과 어둠의 전기 (1~3권)
- 리버스 엔드 (1~5권, 외전 1권)
- 단장의 그림 (1~17권)
- 더블브리드 (1~10권)
- 더블캐스트 (1~2권)
- 도서관 전쟁 (단편)
- 도쿄 스피릿 예거 (단권)
- 데스노트 Another Note (단편)
- 데스노트 L Change the World (단편)
- 델피니아 전기 (1~18권[완]+외전 2권)
- 드리미 드리머 (단권)
- 레벨리온 (1~5권[완])
- 리리아와 트레이즈 (1~6권)
- 리버스 엔드 (1~5권+외전 1권)
- 마르두크 스크램블 (1~3권)
- 마법사에게 소중한 것 (1~3권)
- 마법의 아이 (단권)
- 마오유우 마왕용사 (1~5권)
- 마술사 오펜 (1~20권)
- 마법소녀와 함께 살기 시작했습니다 (단권)
- 마카롱을 좋아하는 소녀가 그럭저럭 천 년을 살아온 이야기 (단권)
- 모테 (단권)
- 무츠카사 신사와 신이 아닌 사람들 (단권)
- 뮤뮤! (단권)
- 바보와 시험과 소환수 (1~12권, 외전 6권)
- 바우와우 (단권)
- 박살천사 도쿠로 (1~10권)
- 방과 후 연애부! (단권)
- 범인을 모르겠습니다 (단권)
- 별의 목소리 (단권)
  - 개정판
- 배틀 쉽 걸 (1~7권)
- 비트의 디시플린 (1~4권)
- 부엉이와 밤의 왕 (단권)
- 사랑으로 변하는 마개상서 (단권)
- 사쿠라 컨텍트
- route A 오가와 모모코
- route B 마치 아리스
- 성계의 문장 (1~3권)
- 섹스텟 시라나기학원 연극부의 과잉된 일상 (단권)
- 수리점의 파괴신 (단권)
- 스칼렛 위저드 (1~6권)
- 슬레이어즈 (1~15권)
- 시공의 크로스로드 (1~3권)
- 신족 가족 (1~8권)
- 새벽의 천사들 (1~6권, 외전 1~2권)
- 신이 없는 일요일 (1~9권)
- 앨리슨 (1~4권)
- 어나더 비트 - 전장의 노래 - (단권)
- 어떤 마술의 헤비한 좌부동이 간단한 살인비의 혼활 사정 (단권)
- 언리미티드 오버스킬 (단권)
- 오늘부터 나는! (단권)
- 오리하라 이자야와 갈채를 (단권)
- 오리하라 이자야와 저녁놀을 (단권)
- 오오카미 시리즈 (1~12권)
- 왕녀 그린다 (상/하권)
- 육백육십 엔의 사정 (단권)
- 은광기사단 -프로스트나이츠- (단권)
- 이리야의 하늘, UFO의 여름 (1~4권)
- 인간 주제에 고민하지 마 (단권)
- 일그러진 밤의 신 (1~5권)
- 작안의 샤나 (1~22권)
  - 작안의 샤나 S (1~3권)
  - 작안의 샤나 0
  - 작안의 샤나의 모든 것
- 작은 마녀와 하늘을 나는 여우 (단권)
- 조장-아직 인간이 아니야- (단권)
- 종말의 크로니클 (1~14권)
- 징크스 게임 (단권)
- 창은의 율리아 (단권)
- 천국에 눈물은 필요 없어 (1~12권)
- 초속 5센티미터 (단권)
- 최근 여동생의 상태가 조금 이상한 것 같다만 (단권)
- 카미스 레이나 시리즈 (1~2권[완])
- 크래킹 위저드 (단권)
- 크로스 로드 in their xases (단권)
- 크리스 크로스-혼돈의 마왕 (단편)
- 쿠로코의 농구 (1~6권)
- 타임 리프-내일은 어제 (1~2권)
- 탐정 하나사키 타로는 번뜩이지 않는다 (단권)
- 트리니티 블러드 (1~10권)
- 패러사이트 문 (1~6권)
- 풍수학원 (1~8권)
- 포스트 걸 (1~4권)
- 풀 메탈 패닉! (1~23권)
- 풀 스케일 서머 (단권)
- 하나의 대륙의 이야기 (1~2권)
- 하즈키 리온의 제국 (1~10권)
- 학살기관 (단권)
- 허위보도! (단권)
- 회장의 조커 (1~4권)
- 흑수촌 (단편)